# إدوارد بانكس (سياسي)
إدوارد بانكس (بالألمانية: Edward Banks)‏ هو سياسي ألماني، ولد في 1836 بهامبورغ في ألمانيا، وتوفي بنفس المكان في 22 مايو 1883. انتخب عضو البرلمان هامبورغ وانتخب عضو مجلس النواب الألماني للإمبراطورية الألمانية.